# 紀元前632年
紀元前632年（きげんぜん632ねん）は、西暦（ローマ暦）による年。紀元前1世紀の共和政ローマ末期以降の古代ローマにおいては、ローマ建国紀元122年として知られていた。紀年法として西暦（キリスト紀元）がヨーロッパで広く普及した中世時代初期以降、この年は紀元前632年と表記されるのが一般的となった。

## 他の紀年法
- 干支 : 己丑
- 日本
  - 皇紀29年
  - 神武天皇29年
- 中国
  - 周 - 襄王20年
  - 魯 - 僖公28年
  - 斉 - 昭公元年
  - 晋 - 文公5年
  - 秦 - 穆公28年
  - 楚 - 成王40年
  - 宋 - 成公5年
  - 衛 - 成公3年
  - 陳 - 穆公16年
  - 蔡 - 荘侯14年
  - 曹 - 共公21年
  - 鄭 - 文公41年
  - 燕 - 襄公26年
- 朝鮮
  - 檀紀1702年
- ユダヤ暦 : 3129年 - 3130年

## できごと

### 中国
- 晋軍が曹に侵攻した。
- 晋軍が衛を攻撃して五鹿を占領した。
- 晋の文公と斉の昭公が斂盂で盟を交わした。
- 楚や魯が衛に救援の軍を送った。
- 魯で衛への援軍に派遣された公子買（中国語版）が処刑された。
- 宋が楚軍に包囲され、晋に救援を求めた。
- 晋は曹の共公を捕らえ、曹と衛の田土の一部を宋に与えた。
- 晋軍が城濮で楚軍を撃破した（城濮の戦い）。
- 衛の成公が楚に亡命した。
- 晋の文公・魯の僖公・斉の昭公・宋の成公・蔡の荘侯・鄭の文公らが践土で盟を交わした。
- 晋の文公は衛の成公の帰国を認め、宛濮で盟を交わした。
- 衛の元咺が晋に亡命した。
- 晋の文公・魯の僖公・斉の昭公・宋の成公・蔡の荘侯・鄭の文公・陳の共公らが温で会合した。
- 晋で衛の成公と元咺とのあいだに訴訟が起こり、成公は敗訴して逮捕され、元咺は帰国した。
- 晋を中心とする諸侯の軍が許を包囲した。
- 晋が曹の共公を復帰させた。

## 誕生
- 綏靖天皇

## 死去
- 郤縠（中国語版）
- 成得臣
- 陳の穆公
- 叔武（中国語版）
- アテナイのサイロン（英語版）